# پرچم کلرادو اسپرینگز
پرچم کلرادو اسپرینگز در ۳ فوریه ۲۰۱۴ پذیرفته شد.